# Kander (Schwarzwald)
Die Kander ist ein etwa 30 km langer Schwarzwald-Fluss im Südwesten von Baden-Württemberg, der beim Stadtteil Märkt von Weil am Rhein, aber just eben schon auf der Gemarkung von Efringen-Kirchen im Landkreis Lörrach von rechts und Nordosten in den Rhein mündet.

## Name
Der Name Kander stammt aus dem Keltischen von „*Kandra“, was „die Glänzende, die Klare“ bedeutet.

## Geographie

### Verlauf
Die Kander entspringt am Nordrand des Landkreises Lörrach etwa 3,1 km östlich des 1165 m ü. NHN hohen Südschwarzwald-Bergs Blauen wenig nordöstlich der Rehaklinik Kandertal in der Gemeinde Malsburg-Marzell am Kanderwasen auf etwa 950 m ü. NHN und durchfließt dann den Westen des Landkreises in überwiegend südwestlicher Richtung.
Das Fließgewässer läuft im Kandertal in Richtung Südwesten durch Malsburg-Marzell nach Kandern, dabei verliert die Kander auf den ersten 10 km ihres Laufs über 600 m Höhe. Südlich von Kandern fließt die Kander dann über Rümmingen nach Binzen und danach in westlicher Richtung entlang der A 98 nach Eimeldingen, wo sie die B 3 kreuzt.
Wenig später kreuzt die Kander nordwestlich des Stadtteils Märkt von Weil die A 5, um knapp 200 m weiter westlich auf etwas unter 232 m ü. NHN in den von Süden aus Richtung Basel kommenden Altrhein oder Restrhein zu münden, in dem hier die Grenze zu Frankreich verläuft.
Die Kander mündet nach 30,0 km langem Lauf mit mittlerem Sohlgefälle von etwa 24 ‰ von rund 718 Höhenmeter unterhalb ihres Ursprungs. Sie ist als grobmaterialreicher, silikatischer Mittelgebirgsbach klassifiziert.

### Einzugsgebiet
Die Kander entwässert ein 93,9 km² großes Gebiet, nach Kontur ein sich vom Stühle über 22 km südwestlich bis zur Mündung erstreckender Schlauch mit einer maximalen Breite von fast überall unter 6 km Breite. Naturräumlich liegen seine nördlichen und östlichen Anteile bis zu einer Nord-Süd-Linie unmittelbar vor dem Ort Kandern, insgesamt knapp der Hälfte des Einzugsgebietes, im Unterraum Hochschwarzwald des Schwarzwalds. Dort schließt die Rheinebene an mit zunächst dem Unterraum Markgräfler Hügelland, der fast eben so groß ist und nach dem Ort Binzen endet, sowie zuletzt dem Unterraum Markgräfler Rheinebene, der nur etwas mehr als ein Zehntel der Gesamtfläche umfasst. Die Abflussspende verringert sich von 17,4 l/s km² im meist gebirgigen Einzugsgebiet oberhalb von Kandern auf etwa 6,4 l/s km² im Teilgebiet unterhalb der Stadt. Im Bereich des Schwarzwaldes steht überwiegend Wald, während ab dem Hügelland die offene Flur immer mehr Raum einnimmt.
Die Naturraumgrenzen folgen geologischen Grenzen. Im Hochschwarzwald stehen Tiefengesteine an, überwiegend Granite und insbesondere Malsberg-Granit, während im Markgräfler Hügelland sehr viel jüngeres Gestein liegt, linksseits der immer breiteren, mit Auensediment angefüllten Talachse meistens schluffiges bis sandiges, oft mergeliges, seltener kalkiges Gestein überwiegend in Fließerdefolgen, rechts der Achse meist bedeckt mit Lösssediment. Nach dem Wechsel in die Markgräfler Rheinebene abwärts von Binzen beginnen die Zonen der vom Rhein abgelagerten Sedimente: ältere und jüngere Schotter, Lehme, Schwemmsedimente und zuletzt holozäne Auensedimente.
Der mit 1165,4 m ü. NHN höchste Punkt ist der Gipfel des Blauen auf dem Westkamm der Marzeller Talspinne. Von hier an grenzen reihum die Einzugsgebiete folgender Nachbargewässer an:
- hinter der kurzen nordnordwestlichen Wasserscheide fließt der Klemmbach aus dem Schwarzwald westwärts zum Oberrhein;
- im Osten folgen einander die Einzugsgebiete der südwärts zur Wiese laufenden Flüsse Kleiner Wiese und Steinenbach, ehe zuletzt die wenig oberhalb der Kander in den Rhein mündende Wiese selbst das nächste bedeutende Gewässer ist;
- wenig jenseits der unteren und mittleren westlichen Wasserscheide fließt der Feuerbach etwa parallel zur Kander und als nächster rechter Nebenfluss dem Rhein zu;
- zuletzt läuft der an der Westseite des Blauen entspringende Hohlebach wie der Klemmbach wiederum westlich zum Rhein.

### Zuflüsse und Seen
Liste der Zuflüsse und  Seen von der Quelle zur Mündung. Gewässerlänge, Seefläche, Einzugsgebiet und Höhe nach den entsprechenden Layern auf der Onlinekarte der LUBW. Andere Quellen für die Angaben sind vermerkt. Ohne Mühlkanäle.
Ursprung der Kander auf etwa 970 m ü. NHN.
- Schwanderbach, von links und Nordosten auf etwa 760 m ü. NHN vor Marzell, 1,0 km und ca. 0,6 km².[LUBW 9] Entsteht auf etwa 940 m ü. NHN westlich unterm Meierskopf.
- Riedernbach, von links und Ostsüdosten auf etwa 748 m ü. NHN vor Marzell, 1,1 km und ca. 0,7 km².[LUBW 9] Entsteht auf etwa 860 m ü. NHN am Südsporn Lipple des Meierskopfs.
- Unterschwendlebach, von rechts und Norden auf etwa 735 m ü. NHN am Ortseintritt nach Marzell, 1,1 km und ca. 0,5 km².[LUBW 9] Entsteht auf etwa 840 m ü. NHN am östlichen Teil der Rehaklinik Kandertal.
- (Bach aus dem Bruckwald), von links und Südosten auf etwa 705 m ü. NHN gegenüber Marzell, 0,6 km und unter 0,2 km².[LUBW 9] Entsteht auf etwa 850 m ü. NHN kurz vor dem Flurrand des Bruckwalds.
- Malsenbach, von rechts und Norden auf etwa 698 m ü. NHN in Marzell, ca. 2,3 km[LUBW 10] und 2,6 km². Entsteht auf etwa 995 m ü. NHN unter dem Brandeck und über dem westlichen Teil der Rehaklinik Kandertal.
- Redschenbach, von rechts und Nordwesten auf etwa 675 m ü. NHN am Ortsende von Marzell, 1,4 km und ca. 0,7 km².[LUBW 9] Entsteht auf etwa 905 m ü. NHN am Südostabfall des Blauen.
- Aubächle, von rechts und Westen auf etwa 665 m ü. NHN nach Marzell, 1,0 km und ca. 0,7 km².[LUBW 9] Entsteht auf etwa 825 m ü. NHN unterm Hexenplatz.
- Grabenbächle, von links und Nordosten auf etwa 650 m ü. NHN, 1,3 km und ca. 0,8 km².[LUBW 9] Entsteht auf etwa 825 m ü. NHN am Grabenbuck.
- Kaltenbacher Bächle, von links und Osten auf etwa 608 m ü. NHN, 1,5 km und ca. 1,4 km².[LUBW 9] Entsteht auf etwa 835 m ü. NHN am Westabfall des Hohwildsbergs.
- Lütschenbächle, von links und Nordosten auf etwa 535 m ü. NHN am Steinbruch vor Höfe, 1,0 km und ca. 0,9 km².[LUBW 9] Entsteht auf etwa 670 m ü. NHN am Westabfall des Wildsbergs.
- Aubächle, von links und Nordosten auf etwa 490 m ü. NHN am Ortsende von Höfe, 1,4 km und ca. 1,0 km².[LUBW 9] Entsteht auf etwa 680 m ü. NHN am Westabfall des Wildsbergs.
- Wallmerstenbächle, von links und Ostnordosten auf etwa 480 m ü. NHN am Ortsanfang von Malsburg, 0,9 km und ca. 0,6 km².[LUBW 9] Entsteht auf etwa 660 m ü. NHN am Südwestabfall des Wildsbergs.
- Lippertsgraben, von links und Ostnordosten auf etwa 465 m ü. NHN vor der Kläranlage nach Malsburg, 3,0 km und 2,4 km². Entsteht auf etwa 855 m ü. NHN am Nordwestabfall des Federlisbergs.
- Riggenbach, von links und Südosten auf etwa 450 m ü. NHN nach dem Sportplatz von Malsburg, 1,9 km und ca. 2,5 km².[LUBW 9] Entsteht auf etwa 690 m ü. NHN unter den Hohen Stückbäumen.
- Vogelbach, von rechts und Nordosten auf etwa 420 m ü. NHN aus dem Krütäle vor Kandern-Steinenkreuz, 2,2 km und 1,6 km². Entfließt auf etwa 620 m ü. NHN  einem unter 0,1 ha. großen Teich bei Vogelbach
- Steinkreuzbach, von rechts und Nordnordwesten auf etwa 393 m ü. NHN bei Steinenkreuz, 1,2 km und ca. 0,4 km².[LUBW 9] Entsteht auf etwa 515 m ü. NHN unter der Lauten Ebene.
- Roter Graben, von links und Osten auf etwa 360 m ü. NHN im östlichen Kandern, 2,1 km und  2,2 km². Entsteht auf etwa 665 m ü. NHN am Westabfall des Sandelkopfs.
- Lippisbach, von rechts und Nordnordosten auf unter 350 m ü. NHN in der Ortsmitte von Kandern, 8,3 km mit dem etwas kürzeren linken Bärenbach der beiden Oberläufe sowie 12,1 km². Entsteht auf etwa 985 m ü. NHN am Südabfall des Blauen-Ausläuferns Streitblauen.
- (Bach aus dem Lettenhölzle), von links und Osten auf etwa 323 m ü. NHN vor Hammerstein, ca. 0,9 km[LUBW 10] und ca. 0,5 km².[LUBW 9] Entsteht auf etwa 465 m ü. NHN am Südwestabfall des Heubergs.
- Wollbach, von links und Nordosten auf etwa 292 m ü. NHN bei der Hofmühle von Kandern-Wollbach, 8,4 km mit linkem Oberlauf Bärengraben sowie 12,9 km².[LUBW 11] Der Bärenbach entsteht auf etwa 703 m ü. NHN am Südwestabfall der Hohen Stückbäume.
- Ehgraben, von links und Norden auf etwa 286 m ü. NHN in Wittlingen, 1,0 km und ca. 0,9 km².[LUBW 9] Entsteht auf etwa 290 m ü. NHN nahe der Mündung des vorigen. Auengraben.
- Moosgraben, von links und Ostnordosten auf unter 285 m ü. NHN in Wittlingen, 2,4 km und ca. 1,2 km².[LUBW 9] Entsteht auf etwa 413 m ü. NHN im Alten Grund.
- Ölbachgraben, von links und Osten auf etwa 282 m ü. NHN am Sportplatz nach Wittlingen, 1,7 km und ca. 0,5 km².[LUBW 9] Entsteht auf etwa 420 m ü. NHN an der Hohen Straße nahe dem Kleeplatz.
- Nikolausgraben, von links und Südosten auf etwa 250 m ü. NHN an der Gemeindegrenze zwischen Wittlingen und Rümmingen, 1,7 km und ca. 1,4 km².[LUBW 9] Entsteht auf etwa 410 m ü. NHN im Forlenbuck nahe der Hohen Straße.
- Eggraben, von rechts und Nordwesten auf etwa 278 m ü. NHN vor Rümmingen, 1,6 km und ca. 2,9 km².[LUBW 9]  Entsteht auf etwa 301 m ü. NHN am Nordostrand von Schallbach.
- Moosgraben, von links und Osten auf etwa 276 m ü. NHN bei Rümmingen, 1,6 km und ca. 1,4 km².[LUBW 9] Entsteht auf über 370 m ü. NHN im Rümminger Moos.
- Altrhein Märkt, von links und Südosten auf unter 240 m ü. NHN zwischen der A 5 und der nahen Mündung, 1,7 km und ca. 0,8 km².[LUBW 9] Das Rheinaltgewässer entsteht auf unter 250 m ü. NHN nahe dem Autobahndreieck Weil am Rhein und passiert Weil am Rhein-Märkt an der Rheinseite

Mündung der Kander von LR und NESW auf 232 m ü. NHN nordwestlich von Märkt in den Rhein. Die Kander ist 30,0 km lang und hat ein Einzugsgebiet von 93,9 km².

## Landschaftsschutzgebiete
Auf einem großen Teil ihrer Länge verläuft die Kander in Landschaftsschutzgebieten. Zwischen ihrem Ursprung und Kandern fließt sie durch das LSG Blauen. Nach Hammerstein beginnt das LSG Kandertal, das sich bis Eimeldingen erstreckt. Das besondere an diesem Schutzgebiet ist, dass es lediglich den direkten Bachlauf mit Ufergehölz umfasst und damit auf seine gesamte Lange nur rund zehn Meter breit ist. Das Schutzgebiet mit der Nummer 3.36.005 wurde bereits am 13. Januar 1938 durch Verordnung des Landratsamts Lörrach ausgewiesen und ist trotz seiner Länge nur rund 26 Hektar groß.

## Verkehr
Die Kander ist wegen geringer Tiefe und Breite nicht schiffbar. Auf 2,6 km Länge von der Brücke der B 3 in Eimeldingen bis zu ihrer Mündung in den Rhein bei Märkt ist sie ein Fließgewässer erster Ordnung.

### LUBW
Amtliche Online-Gewässerkarte mit passendem Ausschnitt und den hier benutzten Layern: Lauf und Einzugsgebiet der Kander

Allgemeiner Einstieg ohne Voreinstellungen und Layer: Daten- und Kartendienst der Landesanstalt für Umwelt Baden-Württemberg (LUBW) (Hinweise)
1. 1 2  Höhe nach dem Höhenlinienbild auf dem Hintergrundlayer Topographische Karte.
2. 1 2  Etwa 1,3 km aufwärts hat der Rhein nach dem Hintergrundlayer Topographische Karte im Unterwasser der Barrage de Kembs eine Höhe von 232,1 m ü. NHN.
3. 1 2  Länge nach dem Layer Gewässernetz (AWGN).
4. 1 2  Einzugsgebiet nach dem Layer Aggregierte Gebiete 04.
5. ↑  Biozönotische Klassifikation nach dem einschlägigen Layer.
6. ↑  Höhe nach schwarzer Beschriftung auf dem Hintergrundlayer Topographische Karte.
7. ↑  Seefläche nach dem Layer Stehende Gewässer.
8. ↑  Einzugsgebiet nach dem Layer Basiseinzugsgebiet (AWGN).
9. 1 2 3 4 5 6 7 8 9 10 11 12 13 14 15 16 17 18 19 20 21  Einzugsgebiet abgemessen auf dem Hintergrundlayer Topographische Karte.
10. 1 2 3  Länge abgemessen auf dem Hintergrundlayer Topographische Karte.
11. ↑  Einzugsgebiet nach dem Layer Aggregierte Gebiete 05.

### Andere Belege
1. ↑  Modellierte Werte nach Abfluss-BW, Gewässerknoten MQ/MNQ und MHQ
2. ↑  Modellierte Werte nach Abfluss-BW, Gewässerknoten MQ/MNQ und MHQ
3. ↑  Albrecht Greule: Deutsches Gewässernamenbuch. Walter de Gruyter, Berlin / Boston 2014, ISBN 978-3-11-057891-1, S. 261, „²Kander“ (Auszug in der Google-Buchsuche).
4. ↑  Günther Reichelt: Geographische Landesaufnahme: Die naturräumlichen Einheiten auf Blatt 185 Freiburg i. Br. Bundesanstalt für Landeskunde, Bad Godesberg 1964. → Online-Karte (PDF; 3,7 MB)
5. ↑  Modellierte Werte nach Abfluss-BW, Gewässerknoten MQ/MNQ
6. ↑  Geologie nach den Layern zu Geologische Karte 1:50.000 auf: Mapserver des Landesamtes für Geologie, Rohstoffe und Bergbau (LGRB) (Hinweise)